# Āhánbù
Lo Āhánbù (阿含部 ) (volumi 01-02 del canone buddista cinese, 460 rotoli, sezione dal n. 1 al n. 151) è la sezione del Taishō Shinshū Daizōkyō che raccoglie gli Āgama (in sanscrito significa letteralmente "ciò che è stato trasmesso") di alcune scuole del buddismo dei Nikāya, che riportano, secondo le rispettive tradizioni, gli insegnamenti del Buddha Śākyamuni. Questi Āgama, che corrispondono ai primi quattro Nikāya della letteratura canonica in lingua pāli, pur conservando con questi delle differenze, sono:
- Dīrghāgama (長阿含經, pinyin: Cháng āhán jīng; giapponese Jō agonkyō), 30 sutra, proveniente dalla scuola Dharmaguptaka, tradotto da Buddhayaśas e Zhú Fóniàn (竺佛念) tra il 412 e il 413, corrisponde al Digha-nikāya del Canone pāli. T.D. 1.1.1a-149c.
- Mādhyamāgama (中阿含經 pinyin: Zhōng āhán jīng giapponese Chū agonkyō), 222 sutra, proveniente dalla scuola Sarvāstivāda, tradotto da Gautama Saṃghadeva (瞿曇僧伽提婆) nel 397, corrisponde al Majjhima-nikāya  del Canone pāli. T.D. 26.
- Saṃyuktāgama (雜含經 pinyin: Záhán jīng, giapponese Zōgon agonkyō), 136 sutra, proveniente dalla scuola Mūlasarvāstivāda, tradotto da Guṇabhadra, corrisponde al Samyutta-nikāya del Canone pāli. T.D. 99.2.1a-373b.
- Ekōttarāgama (增一阿含經, pinyin: Zēngyī āhán jīng, giapponese Zōichi agonkyō), 473 sutra, forse proveniente dalla scuola Mahāsāṃghika, tradotto da Gautama Saṃghadeva nel 387, corrisponde all'Anguttara-nikāya del Canone pāli. T.D. 125.2.549a-830b.